# 何猷光
何猷光（英語：Robert Ho Yau Kwong，1948年—1981年6月23日），為澳門賭王何鴻燊與元配夫人黎婉華所生，亦為黎婉華之獨子。其妻為英國模特兒Suki Potier。

## 生平
1948年出生
何猷光就讀聖若瑟書院直至中四，後來轉到英國貴族學校 Millfield College寄宿。中學畢業後進入倫敦大學修讀經濟系。
何猷光大學畢業後跟苏琪·波捷結婚，並生下兩女何家華和何家文。
何猷光婚後住在石澳大屋，並進入父親旗下的港澳信德船務擔任副經理一職。
1981年6月23日，何猷光與妻子苏琪·波捷和三妹超賢在葡萄牙里斯本的何家大宅食完飯後，夫婦二人在返回農場途中，跟對頭車相撞而身故。